# Eordia

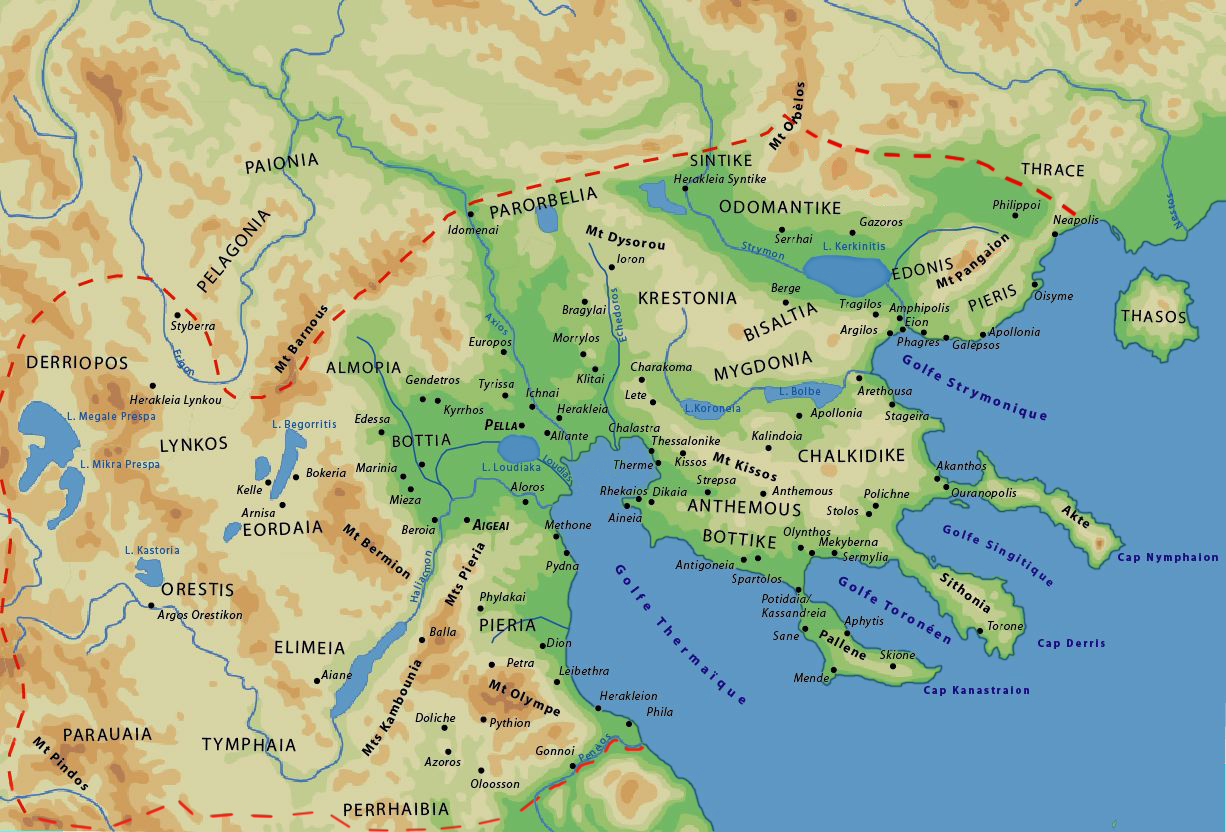
Eordia nella parte centro-occidentale della Macedonia

Mappa dell'ex provincia dell'Eordea nella Prefettura di Kozani

L'Eordia o Eordaea  o Eordaia (greco: Ἐορδαία o Ἐορδία) era un'antica regione della Macedonia posta nella parte centro-ovest, fra la Pieria e la Bottia a est, l'Orestide a ovest, Pelagonia a nord e Elimiotide a sud. Geograficamente la regione occupava il versante occidentale dei Monti Vermio.
In antichità la regione era abitata da una popolazione detta Eordi o Eordes, ma tra il V ed il IV secolo a.C.  fu conquistata dai re della Dinastia argeade.
Dopo la conquista romana della regione, successiva alla terza guerra macedone, la regione costituì, insieme alla Lincestide, e alla Pelagonia la quarta delle repubbliche in cui fu suddivisa la Macedonia.
In seguito divenne parte della provincia romana di Macedonia.
Dal 1833 al 1887 l'Eordia è stata una provincia greca appartenente alla prefettura di Kozani.
Il territorio dell'antica Eordia è attualmente (2010) suddiviso fra le prefetture di Florina (parte settentrionale con i laghi di Zazari, Cheimaditida, Vegoritida e Petron) e quella di Kozani (parte meridionale).
La più importante città della regione era Physca.